# Клінічний аналіз сечі
Клінічний аналіз сечі — лабораторне дослідження сечі, зазвичай з діагностичною метою.

## Властивості сечі
Дослідження сечі передбачає: дослідження фізичних, хімічних властивостей та мікроскопії осаду сечі.

### Фізичні властивості сечі
Параметри нормальної сечі (оцінюється лише вранішня сеча): 
- Колір — від солом'яно-жовтого до насиченого жовтого.
- Прозорість — прозора
- Запах — відсутній (залежно від віку, особливостей харчування)
- Питома вага — 1012—1025

### Хімічні властивості сечі
- рН — нейтральна, слаболужна, слабокисла (4,8—7,5)
- Білок — відсутній або не більше 0,033 г/л
- Глюкоза — відсутня
- Ацетон — відсутній
- Жовчні пігменти — відсутні
- Уробілін (уробіліноген) — незначна кількість
- Індикан — незначна кількість

Ензими:
- Діастаза (Альфа-амілаза)
- Уропепсин (уропепсиноген, пепсин сечі)
- Уропетидаза
- Холінестераза (ХЕ)
- Лейцинамінопептидаза (ЛАП)
- Ліпаза
- Гамма-глутамілтранспептидаза (ГҐТП)

- карбоангідрази
- різні пептидгідролази
- сульфатази

### Мікроскопічне дослідження осаду сечі
1. Елементи органічного походження:
  - Еритроцити:
    - у жінок — 0-3 в полі зору (в п/з)
    - у чоловіків — 0-1 в п/з

  - Лейкоцити:
    - у жінок — 0-6 в п/з
    - дітей — 0-6 в п/з
    - у чоловіків — 0-3 в п/з

  - Епітеліальні клітини — 0-10 в п/з
  - Циліндри — відсутні
  - Мікроорганізми — відсутні
2. Елементи неорганічного походження: 
  - Солі — невелика кількість кристалів.[1]

### Характеристики показників
Колір сечі — залежить від змісту в ній пігментів: урохром, уробілін, уроеритрин, урозеїн тощо. При патології колір сечі може бути червоним, зеленим, коричневим тощо.
Циліндри — це осаджені в просвіті ниркових канальців білки. Циліндри приймають форму самих канальців (зліпок циліндричної
форми). Бувають зернисті, гіалінові, еритроцитарні.
Елементи неорганічного походження — складаються з солей, що випали в осад у вигляді кристалів і аморфної маси. Характер солей залежить від рН сечі та деяких інших властивостей. При кислій реакції сечі виявляють кристали сечової кислоти (урати), оксалати. При лужній реакції сечі — фосфати, трипельфосфати, кристали кальцію.
У сечі містяться майже усі елементи (мінеральні речовини), що є у крові та інших тканинах організму. Вони складають приблизно 30-40 % твердого осаду добової кількості сечі. Щодоби із сечею виводиться 15-25 г мінеральних солей, у тому числі — 3-6 г натрію.

## Норми об’єму та частоти сечовиділення
Орієнтовні норми об'єму і частоти сечовиділення в залежності від віку для дітей до 12 років
| Вік                       | Об'єм однієї порції сечі, мл | Кількість сечовиділень | Добовий об'єм сечі, мл |
| ------------------------- | ---------------------------- | ---------------------- | ---------------------- |
| 1 день                    | -                            | 4—5                    | до 60                  |
| До 6 місяців              | 10—30                        | 20—25                  | 300—500                |
| від 6 місяців — до 1 року | 15—60                        | 15—16                  | 350—750                |
| 1—3 роки                  | 50—90                        | 10—12                  | 500—900                |
| 3—6 років                 | 90—150                       | 6—10                   | 600—1200               |
| 6—9 років                 | 150—200                      | 5—7                    | 800—1350               |
| 10—12 років               | 200—250                      | 4—6                    | 850—1600               |